# Amaury Cordeel
Amaury Cordeel (ur. 9 lipca 2002 w Temse) – belgijski kierowca wyścigowy. Mistrz Hiszpańskiej Formuły 4 w 2018 roku. W 2022 roku kierowca Formuły 2 w zespole Van Amersfoort Racing.

## Wyniki

### Podsumowanie
| Sezon   | Seria                                 | Zespół                  | Starty | P1 | PP | NO | Podia | Punkty | Pozycja |
| ------- | ------------------------------------- | ----------------------- | ------ | -- | -- | -- | ----- | ------ | ------- |
| 2017    | Francuska Formuła 4                   | FFSA Academy            | 21     | 0  | 0  | 0  | 0     | 6      | 16      |
| 2017/18 | Formuła 4 ZEA                         | Dragon Motopark F4      | 16     | 1  | 0  | 1  | 3     | 120    | 8       |
| 2018    | Hiszpańska Formuła 4                  | MP Motorsport           | 16     | 4  | 2  | 9  | 12    | 217    | 1       |
| 2018    | Włoska Formuła 4                      | BWT Mücke Motorsport    | 9      | 0  | 0  | 0  | 0     | 0      | NS      |
| 2018    | Niemiecka Formuła 4                   | ADAC Berlin-Brandenburg | 5      | 0  | 0  | 0  | 0     | 0      | NS      |
| 2018    | Formuła 4 SMP                         | –                       | 12     | 2  | 1  | 2  | 4     | 107    | 8       |
| 2019    | Asian Winter Series                   | Pinnacle Motorsport     | 6      | 0  | 0  | 0  | 0     | 22     | 10      |
| 2019    | Europejski Puchar Formuły Renault 2.0 | MP Motorsport           | 20     | 0  | 0  | 0  | 0     | 24     | 15      |
| 2019/20 | F3 Asian Championship                 | MP Motorsport           | 3      | 0  | 0  | 0  | 0     | 0      | NS†     |
| 2020    | Europejski Puchar Formuły Renault 2.0 | FA Racing               | 18     | 0  | 0  | 0  | 0     | 33     | 15      |
| 2021    | Formuła 3                             | Campos Racing           | 20     | 0  | 0  | 0  | 0     | 0      | 23      |
| 2022    | Formuła 2                             | Van Amersfoort Racing   | 24     | 0  | 0  | 1  | 0     | 26     | 17      |
| 2023    | Formuła 2                             | Virtuosi Racing         |        |    |    |    |       |        |         |

† – Kierowca nie był zaliczany do klasyfikacji.
| Legenda oznaczeń w tabelach wyników Wyświetl szablon na nowej stronie | Legenda oznaczeń w tabelach wyników Wyświetl szablon na nowej stronie                                                                     |
| Oznaczenie                                                            | Wyjaśnienie |
| --------------------------------------------------------------------- | --- |
| Złoty                                                                 | Zwycięzca lub mistrzostwo |
| Srebrny                                                               | 2. miejsce lub wicemistrzostwo |
| Brązowy                                                               | 3. miejsce lub II wicemistrzostwo |
| Zielony                                                               | Ukończył, punktował (w klasyfikacji generalnej, gdy zdobył co najmniej jeden punkt na przestrzeni sezonu, poza trzema powyższymi opcjami) |
| Niebieski                                                             | Ukończył, nie punktował (w klasyfikacji generalnej, gdy nie zdobył co najmniej jednego punktu na przestrzeni sezonu)                      |
| Czerwony                                                              | Nie zakwalifikował się (NZ) |
| Czerwony                                                              | Nie prekwalifikował się (NPK) |
| Różowy                                                                | Nie ukończył (NU) |
| Różowy                                                                | Niesklasyfikowany (NS) (w klasyfikacji generalnej, gdy nie został sklasyfikowany w żadnym wyścigu sezonu)                                 |
| Czarny                                                                | Zdyskwalifikowany (DK) |
| Czarny                                                                | Wykluczony (WYK/EX) |
| Biały                                                                 | Nie wystartował (NW) |
| Biały                                                                 | Kontuzjowany (K/INJ) |
| Biały                                                                 | Wyścig odwołany (OD/C) |
| Bez koloru                                                            | Został wycofany (WYC/WD) |
| Bez koloru                                                            | Nie przybył (NP/DNA) |
| Bez koloru                                                            | Nie brał udziału w treningach (NT/DNP) |
| Bez koloru                                                            | Nie został zgłoszony (–) |
| Pogrubienie                                                           | Start z pole position |
| Kursywa                                                               | Najszybsze okrążenie wyścigu |
| †                                                                     | Nie ukończył, ale jego rezultat został zaliczony ze względu na przejechanie więcej niż 90% dystansu wyścigu.                              |
| *                                                                     | Sezon w trakcie |
| 1/2/3                                                                 | Punktowana pozycja w sprincie kwalifikacyjnym                                                                                             |
| Lista systemów punktacji Formuły 1                                    | |

### F3 Asian Championship
| Rok           | Zespół              | Wyniki w poszczególnych eliminacjach | Wyniki w poszczególnych eliminacjach | Wyniki w poszczególnych eliminacjach | Wyniki w poszczególnych eliminacjach | Wyniki w poszczególnych eliminacjach | Wyniki w poszczególnych eliminacjach | Wyniki w poszczególnych eliminacjach | Wyniki w poszczególnych eliminacjach | Wyniki w poszczególnych eliminacjach | Wyniki w poszczególnych eliminacjach | Wyniki w poszczególnych eliminacjach | Wyniki w poszczególnych eliminacjach | Wyniki w poszczególnych eliminacjach | Wyniki w poszczególnych eliminacjach | Wyniki w poszczególnych eliminacjach | Punkty | Pozycja |
| ------------- | ------------------- | ------------------------------------ | ------------------------------------ | ------------------------------------ | ------------------------------------ | ------------------------------------ | ------------------------------------ | ------------------------------------ | ------------------------------------ | ------------------------------------ | ------------------------------------ | ------------------------------------ | ------------------------------------ | ------------------------------------ | ------------------------------------ | ------------------------------------ | ------ | ------- |
| 2019 (Winter) | Pinnacle Motorsport | CHA                                  | CHA                                  | CHA                                  | SEP                                  | SEP                                  | SEP                                  | SEP                                  | SEP                                  | SEP                                  |                                      |                                      |                                      |                                      |                                      |                                      | 22     | 10      |
| 2019 (Winter) | Pinnacle Motorsport | 6                                    | 9                                    | 4                                    | NU                                   | NU                                   | 11                                   | –                                    | –                                    | –                                    |                                      |                                      |                                      |                                      |                                      |                                      | 22     | 10      |
| 2019/20       | MP Motorsport       | SEP                                  | SEP                                  | SEP                                  | DUB                                  | DUB                                  | DUB                                  | YAS                                  | YAS                                  | YAS                                  | SEP                                  | SEP                                  | SEP                                  | CHA                                  | CHA                                  | CHA                                  | 0      | NS†     |
| 2019/20       | MP Motorsport       | –                                    | –                                    | –                                    | 10                                   | 7                                    | 10                                   | –                                    | –                                    | –                                    | –                                    | –                                    | –                                    | –                                    | –                                    | –                                    | 0      | NS†     |

† – Kierowca nie był zaliczany do klasyfikacji.

### Formuła 3
| Rok  | Zespół        | Wyniki w poszczególnych eliminacjach | Wyniki w poszczególnych eliminacjach | Wyniki w poszczególnych eliminacjach | Wyniki w poszczególnych eliminacjach | Wyniki w poszczególnych eliminacjach | Wyniki w poszczególnych eliminacjach | Wyniki w poszczególnych eliminacjach | Wyniki w poszczególnych eliminacjach | Wyniki w poszczególnych eliminacjach | Wyniki w poszczególnych eliminacjach | Wyniki w poszczególnych eliminacjach | Wyniki w poszczególnych eliminacjach | Wyniki w poszczególnych eliminacjach | Wyniki w poszczególnych eliminacjach | Wyniki w poszczególnych eliminacjach | Wyniki w poszczególnych eliminacjach | Wyniki w poszczególnych eliminacjach | Wyniki w poszczególnych eliminacjach | Wyniki w poszczególnych eliminacjach | Wyniki w poszczególnych eliminacjach | Wyniki w poszczególnych eliminacjach | Punkty | Pozycja |
| ---- | ------------- | ------------------------------------ | ------------------------------------ | ------------------------------------ | ------------------------------------ | ------------------------------------ | ------------------------------------ | ------------------------------------ | ------------------------------------ | ------------------------------------ | ------------------------------------ | ------------------------------------ | ------------------------------------ | ------------------------------------ | ------------------------------------ | ------------------------------------ | ------------------------------------ | ------------------------------------ | ------------------------------------ | ------------------------------------ | ------------------------------------ | ------------------------------------ | ------ | ------- |
| 2021 | Campos Racing | CAT                                  | CAT                                  | CAT                                  | LEC                                  | LEC                                  | LEC                                  | RBR                                  | RBR                                  | RBR                                  | HUN                                  | HUN                                  | HUN                                  | SPA                                  | SPA                                  | SPA                                  | ZAN                                  | ZAN                                  | ZAN                                  | SOC                                  | SOC                                  | SOC                                  | 0      | 23      |
| 2021 | Campos Racing | 26                                   | 16                                   | 25                                   | 27                                   | 24                                   | 25                                   | 22                                   | 11                                   | 18                                   | 19                                   | NU                                   | 26                                   | 17                                   | NU                                   | NU                                   | 23                                   | NU                                   | 12                                   | 21                                   | OD                                   | 16                                   | 0      | 23      |